# Atrichopogon trindadensis
Atrichopogon trindadensis är en tvåvingeart som först beskrevs av John William Scott Macfie 1937.  Atrichopogon trindadensis ingår i släktet Atrichopogon och familjen svidknott. Inga underarter finns listade i Catalogue of Life.